# Bertha Schulze
Bertha Schulze (* 24. November 1889 in Kruglinnen, Kreis Lötzen; † 9. Dezember 1967 in Kiel) war eine deutsche Politikerin (KPD).
Schulze war von Beruf Hausfrau. Ihre Wohnung diente nach 1933 als Anlaufstelle für politische Flüchtlinge. Sie gehörte 1946 als Nachfolgerin für Agnes Nielsen dem ersten ernannten Landtag Schleswig-Holstein an und saß dort im Ausschuss für Flüchtlingswesen. Sie war Vorstandsmitglied des Deutschen Frauenrings in Kiel.